# ووبورن سندز
longitudeووبورن سندزlatitudeووبورن سندز
ووبورن سندز (به انگلیسی: Woburn Sands) یک منطقهٔ مسکونی در انگلستان است که در جنوب شرقی انگلستان واقع شده‌است.

## خصوصیات
ووبورن سندز ۲٬۹۱۶ نفر جمعیت دارد.